# Không bào

Không bào (vacuole) ở tế bào thực vật.

Không bào (vacuole) ở tế bào động vật.

Không bào là một bào quan gắn với màng sinh chất, có mặt ở mọi tế bào thực vật, nấm và một số sinh vật nguyên sinh, động vật và tế bào vi khuẩn. Không bào là những khoang đóng kín thiết yếu bên trong chứa nước với các phân tử vô cơ và hữu cơ bao gồm các enzyme tan trong dung dịch, mặc dù một số trường hợp nhất định chúng có thể chứa sỏi đã bị bao lấy. Không bào hình thành bằng sự dung hợp của nhiều túi có màng bao và kích thước thường lớn hơn những túi này. Bào quan này không có hình dạng và kích thước cơ bản; cấu trúc của nó biến đổi tuân theo nhu cầu của tế bào.
Chức năng và tầm quan trọng của không bào tùy thuộc vào loại tế bào mà chúng có mặt, mà sự biểu hiện rõ nét hơn ở tế bào thực vật, nấm và một số sinh vật nguyên sinh hơn là ở tế bào động vật và vi khuẩn. Nói chung, chức năng của không bào bao gồm:
- Cô lập vật liệu lạ có thể ảnh hưởng hoặc gây hại tới tế bào chủ
- Chứa các sản phẩm thải loại
- Tạo áp suất thẩm thấu làm động lực hút nước, đưa nước vào lưu trữ ở tế bào thực vật
- Duy trì áp lực thủy tĩnh nội bào hoặc áp lực trương (turgor) bên trong tế bào
- Chứa các phân tử nhỏ
- Xuất thải những chất không cần thiết ra khỏi tế bào
- Cho phép thực vật duy trì các cấu trúc như lá và hoa bởi áp lực trương của không bào
- Bằng cách tăng kích thước qua áp lực trương nở, cho phép thực vật nảy mầm và các cơ quan của nó (như lá) sinh trưởng rất nhanh và sử dụng chủ yếu là nước.[4]
- Ở hạt giống, các protein dự trữ cần thiết cho sinh trưởng được giữ trong các 'thể protein', mà chính là các không bào bị biến đổi.[5]

Không bào cũng đóng vai trò quan trong thể tự thực (autophagy), duy trì mức cân bằng giữa phát sinh sinh vật và thoái hóa (hoặc luân chuyển), của nhiều cơ chất và cấu trúc tế bào trong một số sinh vật. Chúng cũng hỗ trợ sự tiêu (lysis) và tái sử dụng các protein bị lỗi gập mà dùng để xây dựng lên tế bào. Thomas Boller  và những người khác đề xuất rằng không bào tham gia vào tiêu hủy các vi khuẩn xâm nhập và Robert B Mellor đề xuất một số cơ quan có vai trò là 'nhà chứa' cho vi khuẩn cộng sinh. Ở sinh vật nguyên sinh, có thêm một chức năng đó là lưu giữ thức ăn mà đã được hấp thụ bởi sinh vật và hỗ trợ quá trình tiêu hóa và tiến trình đào thải cho tế bào.
Không bào có thể đã trải qua một vài lần tiến hóa độc lập, thậm chí bên trong thực vật xanh viridiplantae.

## Các loại không bào

### Không bào tiêu hóa
Dùng để tiết dịch enzyme tiêu hóa thức ăn cho cơ thể tế bào, có mặt trong 1 số động vật nguyên sinh như trùng giày,...

### Không bào trung tâm
Là không bào lớn nằm ở giữa tế bào giúp điều hòa áp suất thẩm thấu trong tế bào, thường được tìm thấy ở tế bào thực vật